# Pierre Olivaint
Pour les articles homonymes, voir Olivaint.
Pierre Olivaint, né le 22 février 1816 à Paris et mort le 26 mai 1871, exécuté pendant la Commune de Paris, est un prêtre jésuite français, éducateur, travailleur social, guide spirituel et fondateur d’une « Société de jeunes gens » qui devint après son exécution la « Conférence Olivaint ».

## Jeunesse et formation

### Jeunesse
Né dans une famille de militaires incroyants, il reçut une éducation faite d’intégrité et de droiture. Son père mourut jeune. La famille connut l’indigence, malgré les efforts d’une mère toute dévouée à ses six enfants. À vingt ans, Pierre Olivaint passe l’examen de l'École normale.

### Tournant socio-religieux
Les problèmes sociaux le tracassent. Il est d’abord attiré par le « Socialisme évangélique » de Philippe Buchez. Il suit les conférences de Lacordaire à Notre-Dame de Paris et va écouter les sermons du père Xavier de Ravignan avec lequel il entre en relation suivie (1837). Il est déjà l’âme d’un groupe d’étudiants sociaux, travaillant dans le sillage de Frédéric Ozanam. En 1842, il est reçu premier à l'agrégation d'histoire et géographie. Pour subvenir aux besoins de sa famille, il enseigne durant deux ans et travaille comme précepteur chez les La Rochefoucauld tout en faisant l’agrégation d’histoire qu’il passe brillamment en 1847.

## Éducateur à Paris
C’est exactement le jour où Thiers demande l’expulsion des Jésuites de France (2 mai 1845) qu'Olivaint commence son noviciat chez les Jésuites de Laval. Il y suit le parcours ordinaire de formation spirituelle et intellectuelle et est ordonné prêtre en 1850.
Il passe ensuite treize ans (1852-1865) au Collège de l'Immaculée-Conception de Paris où il est tour à tour professeur, préfet et recteur. Comme éducateur, son influence sur les collégiens est profonde. Il ouvre les élèves au contact avec les pauvres. Il collabore également à l’apostolat ouvrier de l’abbé Henri Planchat.
Transféré à la résidence jésuite de la rue de Sèvres en 1865, il s’implique encore davantage dans le travail social, cette fois auprès des jeunes filles abandonnées. Il rassemble les étudiants qui l’accompagnent dans son travail dans une Société des jeunes gens (en fait une restauration des « Congrégations mariales ») qui y reçoivent une formation spirituelle et sociale.
Par ses prédications, ses écrits et la direction spirituelle, il en enrôle d’autres également dans ce travail socio-éducatif, y compris des fondatrices de congrégations religieuses. Olivaint est grand défenseur de la liberté d’enseignement.

## Commune de Paris
Le climat politique en France, cependant, est de plus en plus anti-religieux. La haine descend dans les rues. Après les troubles qui eurent lieu au collège Sainte Geneviève de Versailles, Olivaint envoie par prudence les jésuites de sa résidence en divers lieux. Lui-même comme supérieur décide de rester. Il est arrêté le 4 avril 1871 et emprisonné à la Conciergerie. Considéré comme otage, avec une cinquantaine d’autres prisonniers (dont neuf autres prêtres), Olivaint est fusillé le 26 mai 1871, lors du massacre de la rue Haxo, durant ce que l’on a appelé la « Semaine sanglante » de la Commune de Paris. 
Félicie Gimet, qui a joué un rôle important dans son exécution, s'entretint brièvement avec lui avant qu'il soit tué. Elle s'est convertie par la suite, en partie grâce à la lecture des écrits d'Olivaint,,.

## Conférences Olivaint
En 1875, la « Société des jeunes gens » fondée par Olivaint adopta le nom de Conférence Olivaint pour les étudiants réfléchissant aux problèmes socio-politiques, et Cercle Laennec pour les étudiants en médecine.

## Écrits
- (publiés par Charles Clair) P. Olivaint. Journal de ses retraites annuelles, Paris, 1873.
- Aux jeunes gens: conseils du père Olivaint, Paris, 1880.
- Paul Duclos: De l'amitié à la conversion. Lettres de Pierre Olivaint à Jean-Baptiste Josseau, dans AHSI, vol.48 (1979), p. 277.

### Articles liés
- Semaine sanglante
- Massacre de la rue Haxo
- Anatole de Bengy
- Henri Planchat